# Colonie Dona Francisca
La Colonie Dona Francisca (en portugais : Colônia Dona Francisca) était l'ancien nom de la ville actuelle de Joinville au Brésil. La colonie fut démarquée par la loi brésilienne 166 du 29 septembre 1840, par laquelle l'empereur du Brésil, dom Pedro II, avait démarqué 25 lieues carrées qui formeraient la dot de mariage de sa sœur, la princesse Françoise du Brésil. 
Lors du mariage de Françoise à François d'Orléans, prince de Joinville, les terres, non habitées, passent à la possession du fils du roi des Français, Louis-Philippe Ier, et prennent le nomme de la principauté de Joinville.
Après la révolution française de 1848, les Orléans partent en exil en Angleterre, et François décide de mettre en valeur ses terres au sud du Brésil.
Il le fera à travers la Société Colonisatrice de Hambourg, créée en 1849 dans la ville allemande de Hambourg. Un contrat fut signé en ce sens entre le prince de Joinville et le marchand et sénateur Christian Mathias Schroeder, président de la compagnie. 
Officiellement nommée Joinville, la colonie sera officiellement fondée en 9 mars 1851, à l'arrivée de 117 colons allemands venus de Hambourg et de 74 Norvégiens venus de Rio de Janeiro. Ceux-ci s'établirent sur les rives du cours d'eau Cachoeira, à environ 6 lieues de la ville de São Francisco do Sul. En 1860, la colonie comptait 185 colons allemands.
La colonie accueillit ainsi près de 17 000 personnes, venues principalement d'Europe, entre 1850 et 1888. Le premier directeur de la colonie fut l'Allemand Eduardo Schroeder, fils du sénateur.
Dans la colonie, le vice-consul de France Léonce Aubé représentait les intérêts du prince. À son départ, en 1869, il fut remplacé par Johann Otto Louis Niemeyer, alors directeur de la colonie.
À partir de 1869, la colonie est administrée conjointement par son directeur, nommé par la "Société Colonisatrice de Hambourg", et par le président de la chambre municipale, dont les représentants sont élus par les habitants.